# رباط (باغملک)
رباط یا حضرت سلیمان روستایی سیاحتی و زیارتی در فاصله تقریبی ۱۵ کیلومتری شرق باغملک قرار دارد.
روستای گردشگری رباط با وجود درختان متنوعی نظیر بلوط، بن و کلخونگ، باغ‌های انار، انگور و آلو سیاه، کوه‌های سربه فلک کشیده و رودخانه جاری زرد دارای طبیعتی خاص و دلپذیر می‌باشد و سالانه هزاران نفر به این منطقه گردشگری قدم می‌نهند. منطقه گردشگری رباط علاوه بر جاذبه‌های طبیعی دارای جاذبه‌های مذهبی نظیر امامزاده سلیمان است که به واسطه آن به روستای حضرت سلیمان مشهور شده است، وجود این زیارتگاه در این روستای گردشگری یکی دیگر از دلایل بازدید گردشگران میباشد.

## جغرافیا
این روستا در عرض جغرافیایی ۳۱درجه ،۳۲ دقیقه و ۳۰ ثانیه شمالی و طول ۴۹ درجه، ۵۶ دقیقه و ۳۶ ثانیه شرقی واقع شده‌است رباط از نظر لغوی کلمه‌ای عربی است که در گذشته به مکانی که محل اقامت کاروانسراها و سربازخانه‌ها بوده گفته می‌شد اما به مرور زمان و به دلیل کم شدن کاروان‌ها به مکان ثابت تبدیل شده‌است.

## مردم‌شناسی
طوایف ساکن در این منطقه از ایل بختیاری - طایفه های بابادی و اورک - تیره های لجمیر اورک و سخندری میباشند
مردم روستای رباط باغ‌ملک به زبان لری گویش لری ‌بختیاری صحبت می‌کنند